# Banjarsari (Air Senda IV)
Banjarsari (Air Senda IV) is een bestuurslaag in het regentschap Banyuasin van de provincie Zuid-Sumatra, Indonesië. Banjarsari (Air Senda IV) telt 592 inwoners (volkstelling 2010).